# Anna Weiler
Anna Weiler (Norimberga, ... – Strasburgo, 6 marzo 1458) fu una predicatrice valdese tedesca, vittima dell'inquisizione cattolica.

## Storia
Commerciante di fede valdese, subì lunghi mesi di torture da parte dell'inquisizione prima di essere arsa viva a Strasburgo il 6 marzo 1458 insieme al missionario hussita Friedrich Reiser — del quale era l'anziana assistente — nonostante l'opposizione iniziale del borgomastro della città.
Uno degli inquisitori fu il domenicano Johannes Wolfhard.
Dopo il rogo nella cosiddetta Fossa degli eretici posta accanto al patibolo appena fuori città le loro ceneri furono gettate nel Reno.